# ليلى صالح

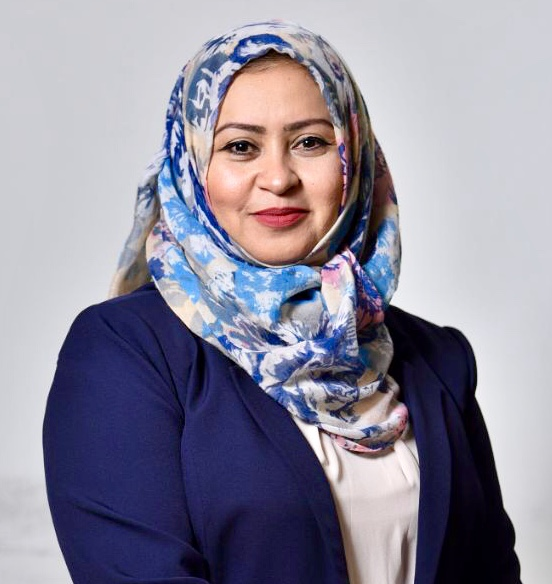
ليلى صالح عالمة الآثار العراقية

ليلى صالح (مواليد 1975)، عالمة آثار عِراقية. تعمل كرئيسة لقسم آثار نَينَوى التابِع للهيئة العامة للآثار والتراث العِراقي، ولقد كانت مسؤولة عن مُراقبة وإنقاذ وتوثيق فن وعِمارة الشَرق الأدنى القديم بعدَ أن دمرها تَنظيم داعش. اشتهرت باكتِشافها لأحد قُصور المَلك الآشوري أسرحدون في نَينَوى.

## حياة سابقة
ولدت ليلى صالح في مَدينة الموصل عام 1975. كانت الرابعة من بين سَبعة أبناء وستة بنات. حصلت على شهادتها الجامعية في عِلم الآثار من جامعة بغداد. وخلال حرب العراق، أكملت درجة الماجستير في علم الآثار. في وقت لاحق، حصلت على درجة الدكتوراه من جامعة الموصل.
قُتل شقيق ليلى الأكبر، ناظم، خلال مَعركة الفاو الأولى عام 1986. ثم فقدت شقيقها الأصغر في انفجار لتنظيم القاعدة عام 2007. في عام 2011، أصيبت شقيقتُها خولة، برصاصة طائشة. عِندما احتل تنظيم داعش مدينة الموصل، أجليت ليلى وعائلتها إلى كركوك. عاشت في بَغداد لفترة قبل أن تنتقل إلى أربيل حيث التحقت بمكتب محافظ نينوى.

## حياة مهنية

### الموصل
بعد تخرجها، عملت ليلى أمينة لمُتحف الموصل. قبل غزو العراق عام 2003 مباشرة، وتوقعًا لتدمير القُطع الأثرية في المُتحف، كلفت بنقل المَجموعات إلى بَغداد.
عَملت ليلى في مُتحف الموصل حتى عام 2009. بعد أن احتل داعش المنطقة في عام 2014، أفرغ التَنظيم الكثير من مُقتَنَيات المتحف وبدأوا حملة لتدمير تراث المنطقة. تم تدمير اثنين من اللاماسو الآشوريين وأسد مجنح، يبلغ ارتفاع كل منهما حوالي مترين. تم نهب وتدمير أربعة وتسعين قطعة ثمينة من التاريخ الآشوري بالإضافة إلى الأعمال الهيلينية. توسلت ليلى وآخرون إلى داعش لتدمير المقابر وترك المباني على حالها، لكن المسلحين لم يبقوا لا المقابر ولا المَباني.

### كالح

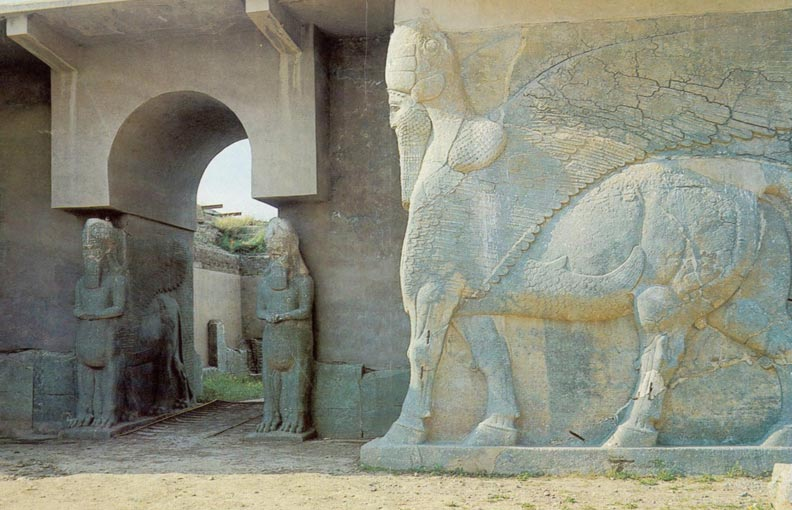
قصر آشور ناصربال الثاني في كالح، والذي دُمرَ بجرافات داعش في آذار 2015.

تم طرد داعش من محافظة نينوى في تشرين الثاني / نوفمبر 2016. حققت ليلى وزميلها فيصل جابر عَن الأضرار وأبلغا عن تَدمير المواقع المسيحية في المُحافظة. بعد ذلك، تم تكليف ليلى بفحص حجم الدمار الذي لحق بالآثار في كالح. في ذلك الوقت، كانت مسؤولة الآثار الوحيدة القادِرة على القيام باعمال المسح والتَخقيق، حيث ظل ما يقرب من 50 من عُلماء الآثار العراقيين مُحاصرين في المَوصل التي يسيطر عليها التنظيم الإرهابي. قدرت ليلى أن حوالي 60 في المائة من الموقع غير قابل للإصلاح، لكنها شعرت أيضًا أنه بسبب بقاء الكثير من الحطام الاصلي في الموقع، يمكن القيام بأعمال الترميم. وافقت لجنة مشتركة من اليونسكو ومحافظ نينوى على إعادة التمويل لإعادة بناء الموقع. لكن الآثار ظلت غير مَحمية ومفتوحة أمام اللصوص. طالبت ليلى القوات العراقية المُتواجدة في المَنطقة المُحَررة مِن أجل حماية أكبر قدر مُمكن من المَدينة الاثرية.

### نينوى
في عام 2017 بدأت ليلى بتوثيق الدمار الذي لحق بآثار نَينَوى. أكتَشَفَ فريقُها تحت ضريح النبي يونس أن داعش قَد حفر أنفاقًا وعَثَرَ عَلى قصر لم يكن مُكتَشَف حتى الآن، مِن أجل البحث عن آثار لنهبها وبيعها. خوفا على السلامة الهيكلية للجُدران، ترك داعش المنطقة دون أن يمُسها. اكتشفت ليلى نقشاً مسمارياً للمَلك الآشوري أسرحدون، يعود تاريخه إلى حوالي 672 قبل الميلاد. لا يظهر اسم الملك في النقش، ولكن تظهر عِبارات منفصلة عَنه، تَصف إعادة بنائه لبَابِل، التي دمرها والده سنحاريب سابقًا. كما عثر الفريق على تماثيل لآلهة آشورية تنثر «ماء الحياة» على أتباعها. اكتشفت ليلى أيضا اثنين من تَماثيل اللاماسو.
أفادت ليلى أن أكثر من مائة قطعة فخارية تم العُثور عَليها داخل مَنزل في مَدينة الموصل، من المُحتمل أن يكون التَنظيم قد سَرَقَها من أنفاق ضريح النبي يونس.

## مَراجع
1. 1 2 3 4 5  Hammer، Joshua (أكتوبر 2017). "The Salvation of Mosul". Smithsonian Magazine. مؤرشف من الأصل في 2022-03-13. اطلع عليه بتاريخ 2017-09-22.
2. ↑  Vio, Eleonora (23 May 2017). "Layla e il tesoro del tempio". la Repubblica (بالإيطالية). Archived from the original on 2017-08-29. Retrieved 2017-09-22.
3. ↑  "In Northern Iraq, ISIS Leaves Behind An Archaeological Treasure In Ruins". National Public Radio. 16 نوفمبر 2016. مؤرشف من الأصل في 2022-01-25. اطلع عليه بتاريخ 2017-09-22.
4. 1 2  Chulov، Martin؛ Rizk، Salem (24 نوفمبر 2016). "Piecing back together an Iraqi archaeological gem blown sky-high by Isis". The Guardian. مؤرشف من الأصل في 2021-05-06. اطلع عليه بتاريخ 2017-09-22.
5. ↑  "Priceless remains lie in ruins at Mosul museum". The Straits Times. AFP. 13 مارس 2017. مؤرشف من الأصل في 2018-02-21. اطلع عليه بتاريخ 2017-09-22.
6. 1 2 3  Hinnant، Lori (31 ديسمبر 2016). "Turning Iraq history to rubble, leaving the mess to looters". Associated Press. مؤرشف من الأصل في 2021-05-06. اطلع عليه بتاريخ 2017-09-22.
7. ↑  Fox، Edward (27 مارس 2017). "Archaeologists Plan Post-Islamic-State Future in Iraq". Al-Fanar Media. مؤرشف من الأصل في 2022-01-21.
8. ↑  Ensor، Josie (27 فبراير 2017). "Previously untouched 600BC palace discovered under shrine demolished by Isil in Mosul". The Telegraph. مؤرشف من الأصل في 2022-03-26. اطلع عليه بتاريخ 2017-09-22.
9. ↑  Loyd، Anthony (20 مارس 2017). "All Things Assyrian Inside the Assyrian Palace Revealed in Fight for Mosul". The Times. مؤرشف من الأصل في 2017-07-09. اطلع عليه بتاريخ 2017-09-22.
10. ↑  Kennedy، Maev (8 مارس 2017). "Mosul: Iraqi troops find Assyrian treasures in network of Isis tunnels". The Guardian. مؤرشف من الأصل في 2022-02-14. اطلع عليه بتاريخ 2017-09-22.